# Sinfonia n. 6 (Vaughan Williams)
La Sinfonia n. 6 in mi minore è un'opera sinfonica del compositore inglese Ralph Vaughan Williams, scritta nel 1944-1947, durante e immediatamente dopo la seconda guerra mondiale e successivamente rivista nel 1950.

## Storia
Dedicata a Michael Mullinar, fu eseguita per la prima volta, nella sua versione originale, da Sir Adrian Boult con la BBC Symphony Orchestra il 21 aprile 1948. Nel giro di un anno era stata eseguita circa 100 volte, tra queste la première americana della Boston Symphony Orchestra diretta da Serge Koussevitzky il 7 agosto 1948. Leopold Stokowski diresse le prime esecuzioni a New York il gennaio successivo con la New York Philharmonic e subito la registrò, dichiarando: "questa è musica che prenderà il suo posto tra le più grandi creazioni dei maestri". Vaughan Williams, però, molto nervoso per questa sinfonia, minacciò più volte di strappare la bozza. Allo stesso tempo, la sua nota di programma per la prima esecuzione aveva un tono provocatorio e irriverente.
Probabilmente il compositore non ha mai voluto che la sinfonia fosse programmatica, ma era inevitabile che il suo pubblico del dopoguerra associasse il suo carattere inquietante e spesso violento alla detonazione delle bombe atomiche su Hiroshima e Nagasaki. In risposta a queste domande, è stato largamente riportato che abbia affermato: "Alla gente non sembra mai venire in mente che un uomo possa voler solo scrivere un brano musicale". In relazione all'ultimo movimento, il compositore alla fine suggerì che una citazione dall'Atto IV di La tempesta di Shakespeare si avvicina al significato della musica: "Noi siamo fatti con la stessa materia dei sogni e la nostra breve vita è racchiusa nel sonno."
La Sinfonia è notevole per il suo linguaggio armonico insolitamente discordante, che ricorda nel modo di affrontarla, se non nella tecnica, la sua Sinfonia n. 4 di oltre un decennio prima e per l'inclusione di un sassofono tenore tra i fiati. Per molti aspetti questa sinfonia segna l'inizio degli esperimenti orchestrali di Vaughan Williams che così caratterizzano la sua musica tardiva.
La sinfonia si articola in quattro movimenti collegati (ovvero un movimento conduce direttamente al successivo, senza pause tra di essi) e incorpora una serie di idee che ritornano in varie forme in tutta la sinfonia, ad esempio l'uso di accordi simultanei distanti un semitono, o la figura ritmica breve-breve-lunga.

## Orchestrazione
La strumentazione è per una grande orchestra:
- ottavino, 2 flauti, 2 oboi, corno inglese, 2 clarinetti (in si bem.), sassofono tenore, clarinetto basso (in si bem.), 2 fagotti, controfagotto
- 4 corni (in fa), 3 trombe (in si bem .), 3 tromboni, tuba
- timpani, rullante, triangolo, grancassa, piatti, xilofono
- arpa (event. raddoppiata) e archi.

## Movimenti
La sinfonia si articola in quattro movimenti. Una esecuzione tipica dura circa 35 minuti.

### Allegro
La sinfonia inizia molto forte con l'orchestra piena che suona contemporaneamente in fa minore e in mi minore. Il flusso caotico delle note rende il compito dell'ascoltatore di ottenere o mantenere un orientamento, relativamente difficile. Poiché il compositore utilizza così tante tecniche dirompenti sia nel ritmo che nell'armonia, spesso non c'è un chiaro significato del metro o della chiave. Strutturalmente il movimento rientra vagamente nella categoria della forma-sonata con i suoi temi contrastanti attentamente organizzati e i centri chiave, anche se questo potrebbe non essere evidente al primo ascolto. In effetti, il punto di contrasto più evidente può essere la ricomparsa vicino alla fine del movimento di uno dei temi principali in un mi maggiore limpido e ricco. Il primo movimento termina con un mi all'unisono prolungato negli strumenti bassi, a quel punto inizia il secondo movimento.

### Moderato
Il secondo movimento inizia alla distanza di un tritono, in si bemolle minore. I temi principali sono così cromatici che alla fine hanno poco senso del profilo. Una caratteristica centrale di questo movimento è un motivo ritmico "rat-a-tat" che ricorre per gran parte del movimento, a partire dalla seconda battuta. Ad un certo punto quella figura scompare per un po' e l'effetto del suo eventuale ritorno è un senso di terrore quasi palpabile. Dopo un enorme culmine martellante alimentato da quella figura (che include il punto più forte dell'intera sinfonia), il movimento si esaurisce con un lungo assolo interpretato dal corno inglese, ancora accompagnato dallo stesso ostinato di tre note. L'ultima nota sostenuta si collega con una caduta di un semitono al movimento successivo.

### Scherzo: Allegro vivace
Questo movimento, decisamente fugale nella struttura, segue una tipica struttura scherzo/trio, ma la sensazione generale non è affatto divertente; il buonumore è estremamente rauco e sardonico. Sebbene lo stile ritmico sia meno sconnesso rispetto al primo movimento (l'ascoltatore ha pochi problemi a seguire il metro qui), l'armonia (fortemente dominata da tritoni o accordi di quinta diminuita) e l'orchestrazione ritornano entrambi alla densità del primo movimento. La sezione del trio presenta l'unico vero ruolo solista del sassofono tenore nella sinfonia; quando ricorre il materiale dello scherzo il compositore inverte il tema della fuga e alla fine combina quella forma con la versione originale. Con il punto culminante finale (il tema del trio dichiarato dall'orchestra piena) la musica quasi si annulla, lasciando il clarinetto basso con la nota sostenuta che si collega al Finale.

### Epilogo: Moderato
Questo movimento segue una struttura vagamente fugale, ma quella struttura non è particolarmente percepibile dall'ascoltatore perché l'intero movimento è contrassegnato pp, il che significa che è suonato molto dolcemente (e ad un punto senza crescendo, un'istruzione per non aumentare il volume), con l'ulteriore avvertimento senza espressivo, che significa senza alcuna espressione. Ciò rende il movimento estremamente difficile da riprodurre e il pubblico deve usare una grande concentrazione per evitare di perdere traccia del filo del pensiero del compositore. Lo stesso Vaughan Williams, nella sua nota di programma sopra menzionata, parla di "alla deriva" e "tracce di tema" nel caratterizzare la musica. Questo è il movimento che ha stimolato così tanti a vedere il lavoro nel suo insieme come una visione di un mondo post-nucleare. I critici hanno usato parole come "morto", "arido" e "rovine" per descriverlo. Curiosamente, sia il secondo che il quarto movimento hanno lo stesso tempo, ma qui la sensazione è decisamente più lenta.
La sinfonia continua a provocare molte speculazioni sul suo "significato", e l'unico indizio dello stesso Vaughan Williams (come citato dalla sua vedova), ci porta nella direzione di un agnostico Nunc dimittis.

## Storia delle esecuzioni
La prima esecuzione fu data dalla BBC Symphony Orchestra diretta da Sir Adrian Boult alla Royal Albert Hall di Londra il 21 aprile 1948. Sergej Kusevickij diresse la prima americana della partitura il 7 agosto 1948, a Tanglewood, con la Boston Symphony Orchestra. Prima della fine di quell'anno, gli stessi musicisti avevano portato il lavoro a Boston, Pittsburgh e Chicago (3 dicembre).

## Incisioni
Le prime due registrazioni furono inizialmente pubblicate su dischi a 78 giri. La prima fu realizzata il 21 febbraio 1949 dalla Philharmonic-Symphony Orchestra of New York sotto la direzione di Leopold Stokowski, che era stato uno degli studenti di organo di Vaughan Williams presso il Royal College of Music nel decennio 1890 (e che avrebbe diretto l'anteprima americana della sua nona sinfonia nel 1958). La seconda fu di Sir Adrian Boult giorni dopo con la London Symphony Orchestra. Entrambi usarono la versione originale del terzo movimento. Il compositore rimaneggiò quel movimento nel 1950; Boult lo registrò immediatamente per HMV e quella nuova versione fu inclusa nelle successive versioni su LP. Boult fece anche una nuova registrazione della sinfonia alla fine del 1953 per la Decca alla presenza del compositore, che ringraziò i musicisti alla fine di quelle sessioni; questo discorso è stato registrato e incluso nelle versioni del disco come appendice alla sinfonia.

### Lista delle incisioni
Complessivamente ci sono state 25 registrazioni:
- Stokowski — Philharmonic-Symphony Orchestra of New York — Columbia Masterworks ML 4214 (Manhattan Center, Feb. 21, 1949)
- Boult — London Symphony Orchestra — HMV 10-inch BLP 1001 (Abbey Road, Feb. 23–24, 1949)
- Boult — London Philharmonic Orchestra — Decca LXT 2911 (Kingsway Hall, Dec. 28–31, 1953)
- Barbirolli — Boston Symphony Orchestra — Music & Arts CD 251–2 (Symphony Hall, Oct. 30, 1964)
- Abravanel — Utah Symphony Orchestra — Vanguard VSD-71160 (University of Utah Music Hall, Dec. 1965)
- Boult — New Philharmonia Orchestra — HMV ASD 2329 (Abbey Road, Feb. 27 and March 1, 1967)
- Previn — London Symphony Orchestra — RCA Victor SB 6769 (Kingsway Hall, April 1–3, 1968)
- Barbirolli — Bavarian Radio Symphony Orchestra — Orfeo C 265 921 B (Herkulessaal, April 10, 1970)
- Boult — New Philharmonia Orchestra — BBC Legends BBCL 4256-2 (Cheltenham Town Hall, July 7, 1972)
- Boult — BBC Symphony Orchestra — Carlton BBC Radio Classics 15656 91642 (Royal Albert Hall, Aug. 16, 1972)
- Berglund — Bournemouth Symphony Orchestra — HMV ASD 3127 (Kingsway Hall, June 17–18, 1974)
- Handley — London Philharmonic Orchestra — Classics for Pleasure CFP 40334 (Walthamstow Assembly Hall, Feb. 5–6, 1979)
- Davis-C — Bavarian Radio Symphony Orchestra — BR Klassik 900705 (Gasteig, April 30, 1987)
- Rozhdestvensky — USSR State Symphony Orchestra — Melodiya CD 10-02170-5 (Philharmonia Building, Leningrad, Oct. 31, 1988)
- Thomson — London Symphony Orchestra — Chandos CHAN 8740 (St Jude-on-the-Hill, Hampstead, Dec. 16–17, 1988)
- Slatkin — Philharmonia Orchestra — RCA Victor Red Seal RD 60556 (Watford Town Hall, April 6–8, 1990)
- Marriner — Academy of St Martin in the Fields — Collins Classics 12022 (Henry Wood Hall, May 1990)
- Davis-A — BBC Symphony Orchestra — Teldec 9031-73127-2 (St Augustine's Church, London, Oct. 1990)
- Bakels — Bournemouth Symphony Orchestra — Naxos 8.550733 (Winter Gardens, Bournemouth, Nov. 12, 1993)
- Handley — Royal Liverpool Philharmonic — EMI Eminence CD EMX 2230 (Philharmonic Hall, Liverpool, March 5–6, 1994)
- Haitink — London Philharmonic — EMI CD 5 56762 2 (Colosseum, Watford, Dec. 13–14, 1997)
- Norrington — London Philharmonic — Decca 458 658–2 (Colosseum, Watford, Dec. 15–16, 1997)
- Hickox — London Symphony Orchestra — Chandos CHSA 5016 (All Saints Church, Tooting, Jan. 21–22, 2003)
- Elder — Hallé Orchestra — Hallé CD HLL 7547 (Bridgewater Hall, Manchester, Nov. 10, 2016)
- Manze — Royal Liverpool Philharmonic — Onyx 4184 (Philharmonic Hall, Liverpool, April 21–23, 2017)

## Altri usi
Parte del primo movimento della sinfonia (Allegro) è stato usato come melodia tematica per il dramma della ITV A Family at War.